# NGC 7479
NGC 7479 (také známá jako Caldwell 44) je spirální galaxie s příčkou v souhvězdí Pegase vzdálená přibližně 112 milionů světelných let. Objevil ji britský astronom William Herschel v roce 1784. Na obloze se nachází ve vzdálenosti 3 stupňů směrem na jih od hvězdy Markab (α Peg) s magnitudou 2,5.
NGC 7479 se řadí mezi Seyfertovy galaxie a obsahuje oblast slabě ionizovaného plynu (low ionization nuclear emission region - LINER), ve které dochází k prudké tvorbě hvězd, a to nejenom v jádře a vnějších ramenech, ale i v galaktické příčce, kde většina hvězd vznikla v minulých 100 milionech let.
Podrobný výzkum této galaxie ukázal, že nedávno pohltila jinou malou galaxii, a že vypadá zvláštně v oblasti rádiových vln, kde se její ramena odvíjejí na opačnou stranu než v oblasti viditelného záření.
Toto je možné vysvětlit, spolu s nesymetrií ramen a prudkou tvorbou hvězd, právě pohlcením malé galaxie. Svou velikostí a tvarem se podobá známé spirální galaxii s příčkou NGC 1300.

## Supernovy
V roce 1990 zde byla nalezena supernova typu Ic s názvem SN 1990U, která v maximu dosáhla magnitudy 16, a v roce 2009 další typu Ib s názvem SN 2009jf a maximem 18 mag.

## Galerie obrázků

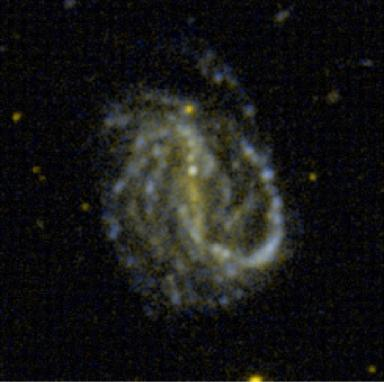
Galaxie NGC 7479 na ultrafialovém snímku z vesmírného dalekohledu GALEX. Autor: GALEX/NASA.
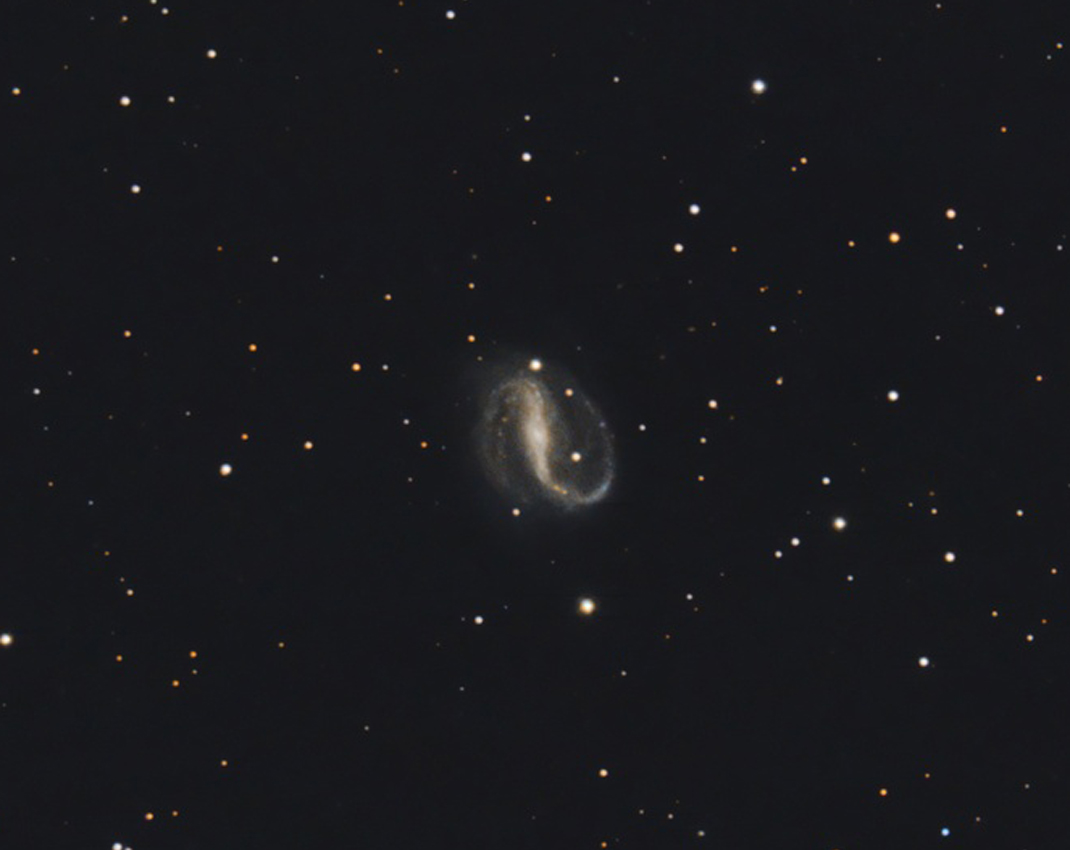
NGC 7479 na snímku z amatérského dalekohledu.
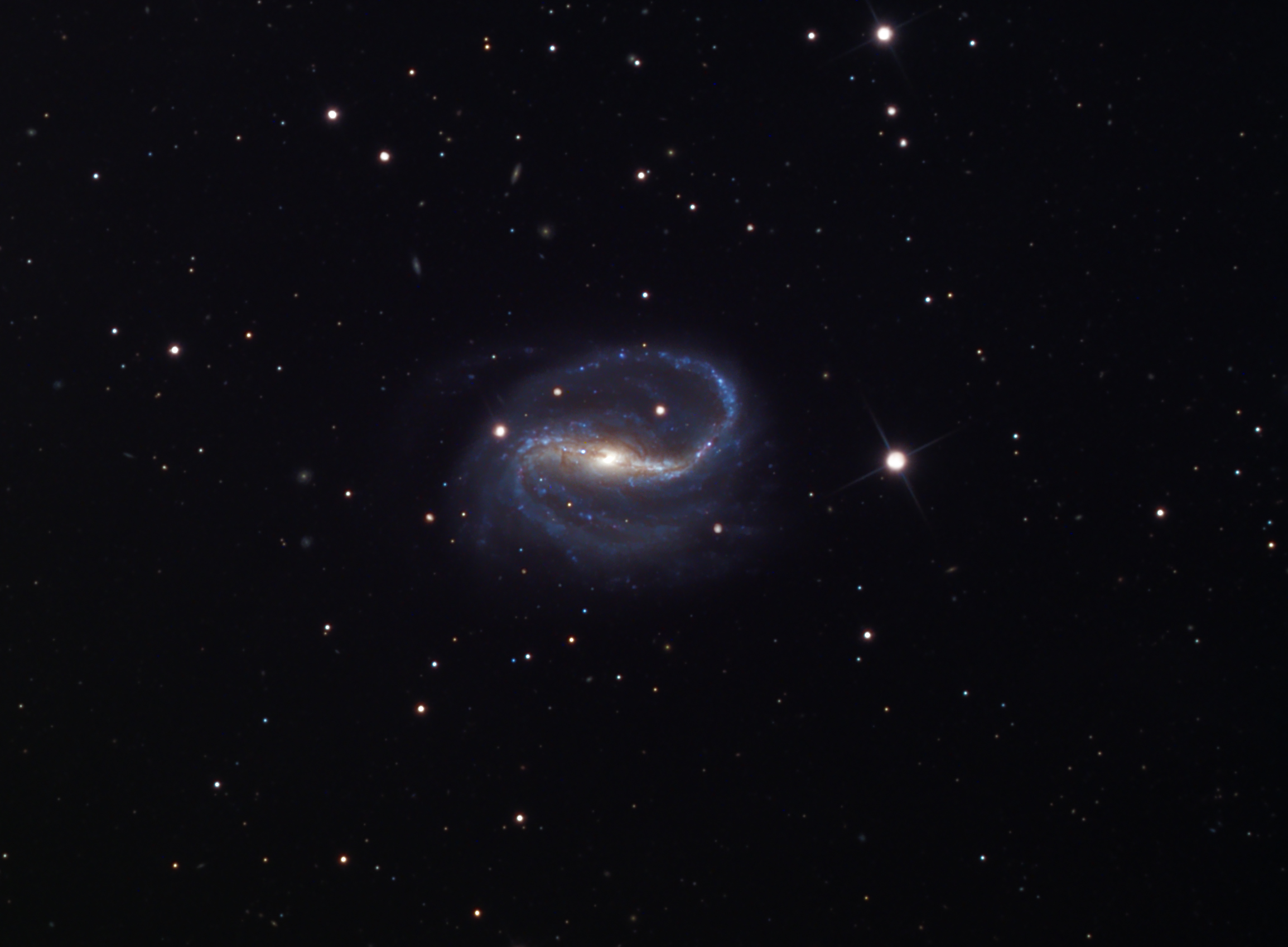
NGC 7479 na snímku z 24-palcového dalekohledu Schulman Foundation na hoře Mt. Lemmon v Arizoně (USA).